# Timana
Timana là một chi bướm trong họ Geometridae.

## Các loài
- Timana aemonia
- Timana amplissimata
- Timana argenteomaculata
- Timana asteria
- Timana aureola
- Timana catanata
- Timana conspersa
- Timana conspersata
- Timana costalis
- Timana croesaria
- Timana eurycrossa
- Timana fulvata
- Timana fulvescens
- Timana griscescens
- Timana guenoti
- Timana horni
- Timana lepturges
- Timana midas
- Timana molybdauges
- Timana obrussoides
- Timana palumbata
- Timana pauper
- Timana perlimbata
- Timana pieridaria
- Timana restrictiflava
- Timana sodaliata
- Timana stellata
- Timana stramineata
- Timana subalbida
- Timana tanyglochis
- Timana tessmanni
- Timana torquilinea
- Timana violacearia
- Timana vulgaria